# Aname
Aname este un gen de păianjeni migalomorfi din familia Nemesiidae. Acesta cuprinde numai specii endemice din Australia, Aname tasmanica a fost găsită doar pe Tasmania.

Păianjenii din acest gen se mai numesc și Păianjnen-claviculă, din cauza că își construiesc vizuini în formă de litera Y, un tunel fiind mai lung decât celălalt. Cel mai lung este folosit la păstrarea hranei. Se presupune că tunelul mai mic permite păianjenului să supraviețuiască în timpul inundațiilor, datorită prezenței bulelor de aer.

Majoritatea speciilor Aname preferă regiunile aride, însă sunt și excepții (Aname distincta locuiește în păduri).
Mușcăturile sunt rare, ele pot cauza durere locală, iritare, inflamație.

## Sistematică
| - Aname armigera Rainbow & Pulleine, 1918; - Aname atra (Strand, 1913) — South Australia - Aname aurea Rainbow & Pulleine, 1918; - Aname barrema Raven, 1985 — Queensland - Aname blackdownensis Raven, 1985; - Aname camara Raven, 1985; - Aname carina Raven, 1985; - Aname coenosa Rainbow & Pulleine, 1918; - Aname collinsorum Raven, 1985 — Queensland - Aname comosa Rainbow & Pulleine, 1918; - Aname cuspidata (Main, 1954); - Aname distincta (Rainbow, 1914); - Aname diversicolor (Hogg, 1902); - Aname earthwatchorum Raven, 1984; - Aname fuscocincta Rainbow & Pulleine, 1918; - Aname grandis Rainbow & Pulleine, 1918; - Aname hirsuta Rainbow & Pulleine, 1918; | - Aname humptydoo Raven, 1985; - Aname inimica Raven, 1985; - Aname kirrama Raven, 1984; - Aname longitheca Raven, 1985; - Aname maculata (Rainbow & Pulleine, 1918); - Aname mainae Raven, 2000; - Aname pallida L. Koch, 1873; - Aname platypus (L. Koch, 1875); - Aname robertsorum Raven, 1985; - Aname tasmanica Hogg, 1902; - Aname tepperi (Hogg, 1902); - Aname tigrina Raven, 1985; - Aname tropica Raven, 1984; - Aname turrigera Main, 1994; - Aname villosa (Rainbow & Pulleine, 1918); - Aname warialda Raven, 1985. |